# إدواردو كاسترو
إدواردو كاسترو (بالإسبانية: Eduardo Castro) هو عداء مسافات طويلة مكسيكي، ولد في 1 مايو 1954.

## وصلات خارجية
- إدواردو كاسترو على موقع الاتحاد الدولي لألعاب القوى (الإنجليزية)
- إدواردو كاسترو على موقع أوليمبيديا (الإنجليزية)